# Kașperivka, Korostîșiv
Kașperivka (în ucraineană Кашперівка) este un sat în comuna Starosilți din raionul Korostîșiv, regiunea Jîtomîr, Ucraina.

## Demografie
Componența lingvistică a localității Kașperivka
     Ucraineană (95,95%)
     Română (2,7%)
     Rusă (1,35%)
Conform recensământului din 2001, majoritatea populației localității Kașperivka era vorbitoare de ucraineană (95,95%), existând în minoritate și vorbitori de română (2,7%) și rusă (1,35%).